# Trisquela

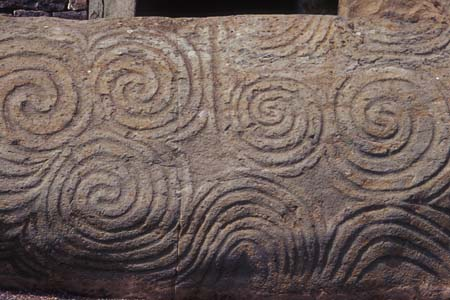
Trisqueles a la tomba megalítica de Newgrange (Irlanda)

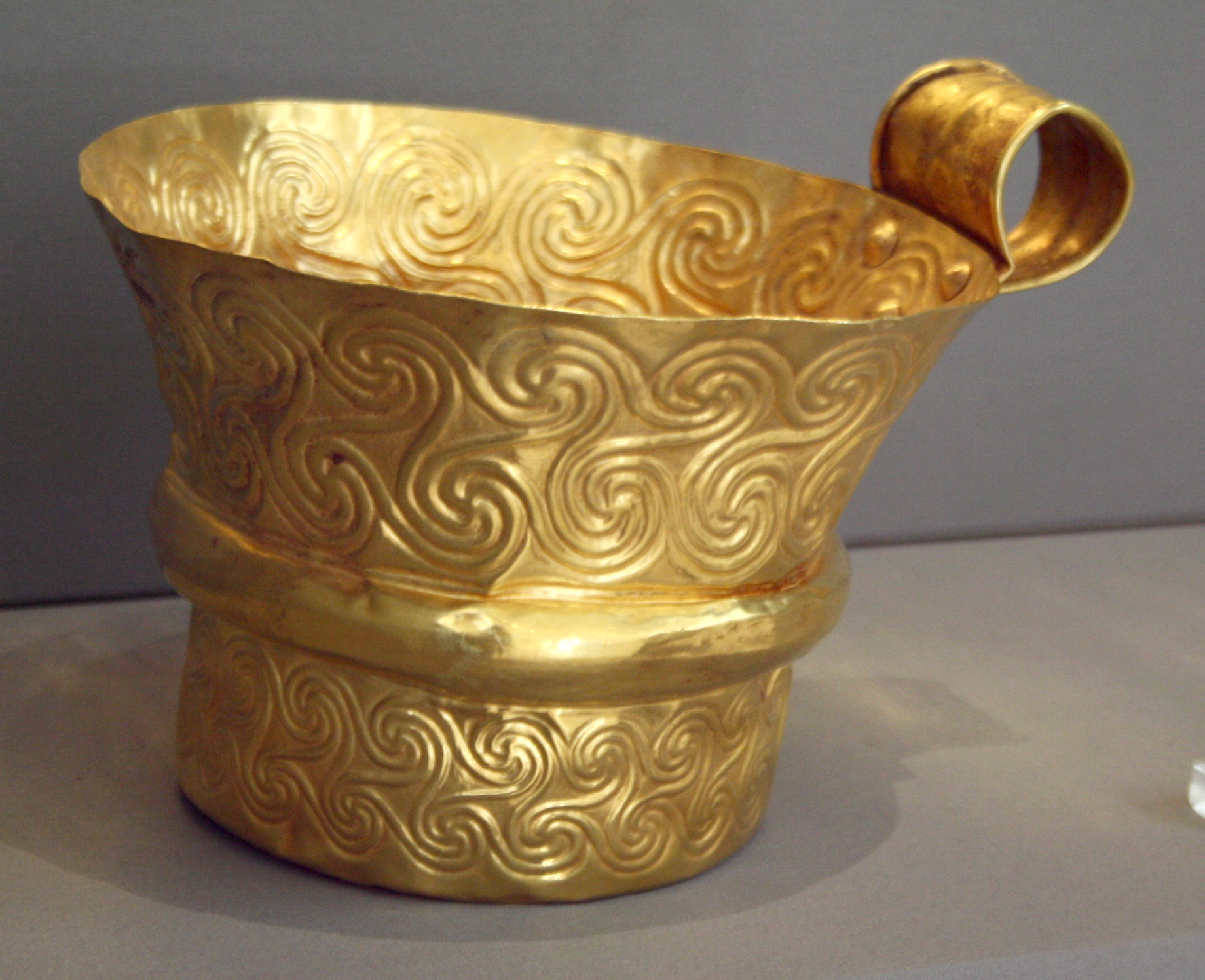
Copa micènica (s.XVI a.C) decorada amb trisqueles espiralades, al Museu Arqueològic Nacional d'Atenes

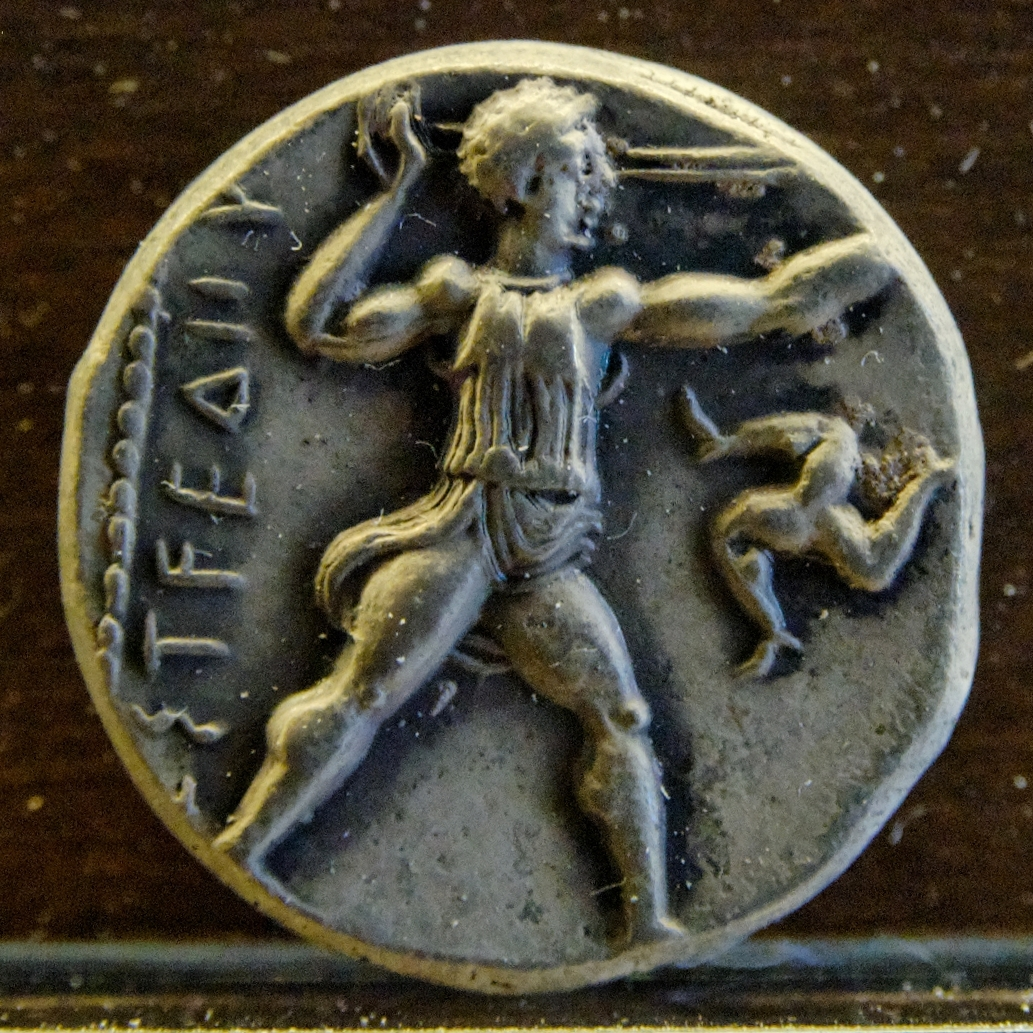
Estatera d'argent d'Aspendos (Pamfília), representant un foner i una trisquela amb cames humanes

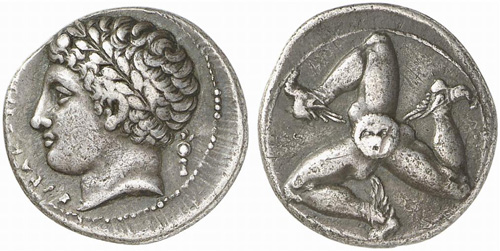
Dracma de Siracusa amb Ares en una cara i la trisquela a l'altra (s.IV a.C)

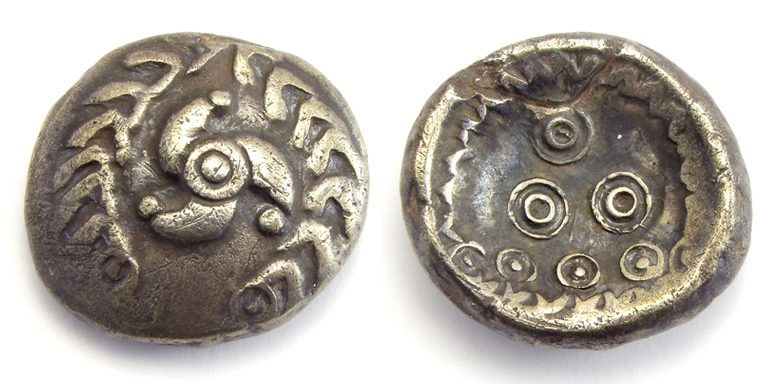
Moneda dels celtes del Rin del tipus "copa d'arc iris", associant els símbols solars de la trisquela i el disc puntuat

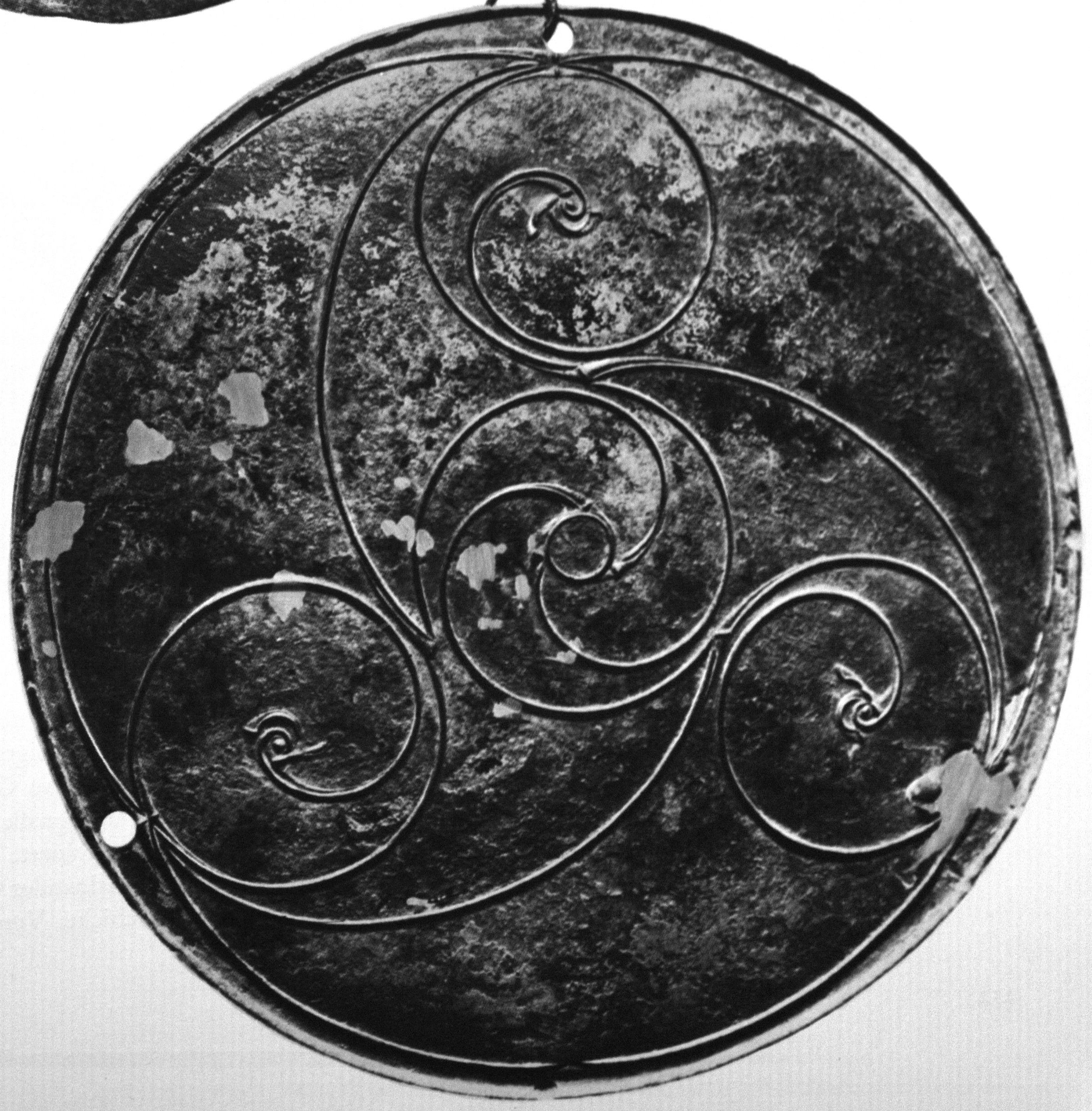
Disc celta de bronze amb trisqueles encaixades (Derry, Irlanda del Nord)

|  | No s'ha de confondre amb Trisquel. |

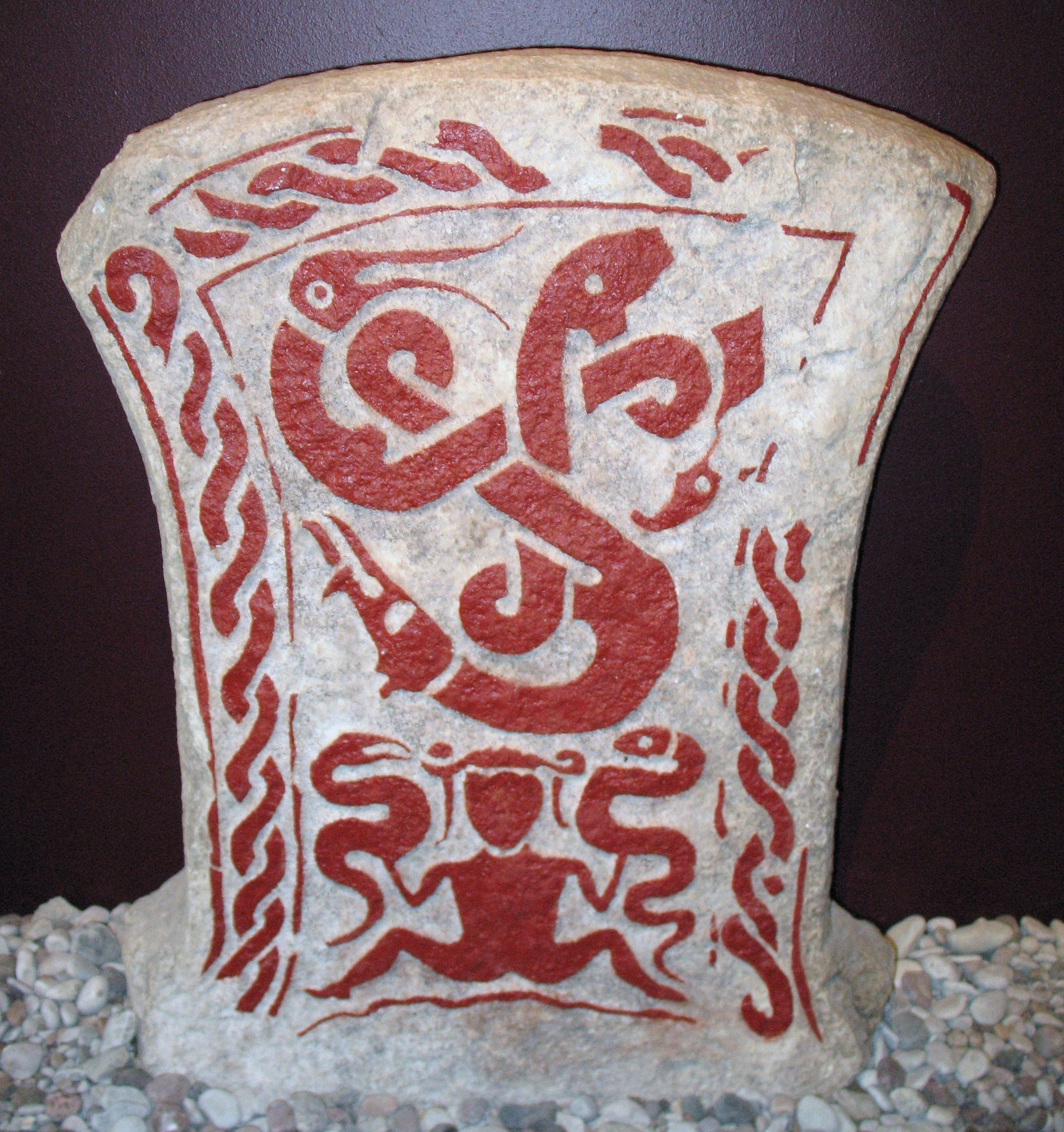
Trisquela de serps en una pedra pintada vikinga (Gotland)

Una trisquela és un motiu iconogràfic format per tres espirals, tres línies corbades o tres cames humanes flexionades, unides en el centre i disposades amb simetria rotacional. Els seus braços poden girar cap a l'esquerra o cap a la dreta. El nom prové del grec "τρισκελής" (triskelés), "de tres cames", format pel prefix "τρι-" (tri-), "tres", i "σκέλος" (skelós), "cama". Malgrat que popularment se l'associa majoritàriament amb els celtes, és un símbol molt antic i molt estès al llarg del continent euroasiàtic, des d'Irlanda, Escandinàvia i Malta fins a l'Índia i Sibèria.

## La trisquela en el món i en el temps
Es considera que el símbol de la trisquela s'origina al Neolític. Les més antigues s'han trobat a Malta (4400–3600 aC.) i a la tomba megalítica de Newgrange, a Irlanda (aprox. 3200 aC, és a dir gairebé dos mil·lennis abans que s'hi desenvolupés una cultura celta).
Sembla que posteriorment, a partir del s.VII aC, es produeix a partir de l'Orient Mitjà una expansió d'aquest símbol per la Mediterrània, l'Europa central i atlàntica, i l'Índia i l'Àsia central. Els principals agents serien, respectivament, els grecs, els celtes i els perses. Però tampoc es pot descartar una evolució paral·lela d'un símbol comú previ, indoeuropeu

### Orient Mitjà i Àsia Menor
A partir del s.VII aC. apareix al Pròxim Orient en monedes, segells i motius decoratius assiris i babilonis. El seu ús es manté sota l'imperi persa i sassànida
A l'Àsia Menor les ciutats dels regnes de Pamfília, Cilícia, Olbasa, Lícia l'incorporen a les seves monedes, que circulen per tot el Mediterrani oriental. Lícia en feu el seu símbol nacional Aquestes poblacions tenien un origen oriental, cosa que pot suggerir que adoptessin la trisquela per influència assíria i la transmetessin al món grec. A la Tròade se’n troben amb “aspes” especialment corbades, que recorden les trisqueles celtes o índies.
Al segle iv aC, Aspendos (colònia grega a Pamfília) encunya les primeres trisqueles amb cames humanes que es coneixen.

### Món grec
A Grècia es troben trisqueles amb espirals ja en època micènica (s.XVI aC). La Grècia clàssica les utilitza profusament, tant amb braços corbats com amb espirals o amb cames. Es troba com a motiu decoratiu en ceràmiques i amb significats religiosos o heràldics en tombes, escuts de guerrers, monedes, etc. El seu ús es manté fins al període hel·lenístic i s'estén per tot el món grec -incloent la Magna Grècia i Macedònia- i per la veïna Tràcia, al nord.
L'estàndard de moneda d'Eubea és un dels més difosos al món grec. Entre els seus temes figura el gorgoneion associat a la trisquela amb cames. Aquest model s'estendrà i acabarà associat a Sicília, possiblement a causa de la forma triangular de l'illa. La identificació data del s. III aC, quan el tirà de Siracusa intentà la unificació de l'illa. En època romana es consolida i es mantingué al llarg de les vicissituds de la història de l'illa. Avui en dia encara n'és l'emblema (sovint anomenat, erròniament, Trinàcria) i figura a la seva bandera.

### Celtes
Els celtes utilitzen la trisquela ja des de la cultura de Hallstatt (s.VIII-IV aC). Amb la Cultura de La Tène (a partir del 500 aC.) en feren un motiu central del seu art i del seu sistema simbòlic. Se’n troben mostres arreu del continent europeu en monedes, vaixella, ornaments, estàtues, construccions i armes (on possiblement tenien una funció d'amulet). El seu ús perdurà a la Gàl·lia atlàntica, les Illes Britàniques i Galícia a les darreries de la cultura celta i durant els primers segles de la cristianització.
Des dels seus orígens, la cultura celta adoptà models externs (etruscs, escites, grecs) i els anà transformant amb un estil curvilini, afegint-hi espirals, entrellaçant i imbricant les formes, o incloent-hi figures d'animals. Així, la trisquela pot haver estat un d'aquests elements adoptats dels grecs, amb qui els celtes antics van tenir contacte tant a través de Massàlia (l'actual Marsella) com a través de Tràcia. Així, la trisquela és freqüent en monedes celtes que segueixen models grecs.

### Pobles germànics
Se sap que alguns pobles germànics van utilitzar trisqueles a partir de l'alta edat mitjana, potser per influència de les tribus celtes amb qui havien estat en contacte. Hi ha exemples longobards al nord d'Itàlia, merovingis a França i saxons a les Illes Britàniques.
També els vikings l'incorporaren al seu imaginari, potser quan arribaren a les Illes Britàniques –tal com feren amb altres elements de l'art i el simbolisme celtes-, potser des del món grec, per la ruta comercial que connectava el mar Negre amb el Bàltic a través d'Ucraïna.
Quan els normands arribaren a Sicília a inicis del s.XI i hi fundaren un regne, en mantingueren l'emblema de la trisquela de cames amb gorgoneion o Trinàcria.

### Illa de Man
La bandera de l'Illa de Man té una trisquela de cames amb armadura de peces de ferro, coneguda en manx com tre cassyn (“amb tres peus'’). És una creença popular estesa tant a Man com a Sicília que foren els vikings que hi portaren el símbol adoptat pels reis normands de Sicília. Tanmateix, l'emblema del regne noruec a Man era un vaixell d'un sol màstil.
El tre cassyn va ser introduït com a símbol de Man per Alexandre III d'Escòcia el 1266, quan l'illa va passar al seu regne a ran de la seva victòria sobre el rei de Noruega. Originalment, però l'armadura era de malla i no duia esperons. Possiblement va ser ell qui es va inspirar en la Trinacria, ja que estava casat amb Margarida d'Anglaterra, filla d'Enric III i doncs neboda d'Elisabet d'Anglaterra, que al seu torn estava casada amb Frederic II de Sicília. A més, en quedar Frederic II i Elisabet sense hereu, la corona de Sicília va ser oferta a Edmund de Lancaster, germà de Margarida. La denominació tre cassyn, amb el mateix significat que triskele, sembla reforçar l'origen sicilià. En l'àmbit celta, en canvi, la trisquela s'anomena an tribhis mor, “la gran espiral triple”.

### Índia i l'Àsia central
A l'Índia, l'imperi Maurya va encunyar monedes amb trisqueles, datades cap al 300 aC. Cal assenyalar que en aquesta època els territoris dels actuals Pakistan i nord-est de l'Índia ja havien tingut relacions amb els grecs, i per descomptat amb els perses. Altres monedes amb trisqueles dels regnes d'Assaka (al centre de l'Índia) i de Kalinga (a la costa est) poden ser més antigues. També s'han trobat monedes perses reencunyades a l'Índia sobreimprimint-hi trisqueles.
En segles posteriors també es troben trisqueles a l'Àsia central: en monedes de Bactriana i Sogdiana (s. V) i en monedes i tamghes de tribus mongols i turqueses, així com de l'Horda d'Or (s.XIII).
Actualment figura a les banderes d'Ingúixia (Caucas) i d'Ust-Orda Buriàtia (Sibèria).

### Heràldica
A l'edat mitjana la trisquela amb cames va ser incorporada com a element heràldic. Apareix, a més de les esmentades banderes de Sicília i l'Illa de Man, a les armes de diverses famílies aristocràtiques com els Stuarts of Albany d'Anglaterra (segurament per haver ostentat el títol de senyors de les Illes, incloent Man), els Rabensteiner (França), els Schanke (Dinamarca) o els Drogomir (Polònia)
Trisqueles amb cames o construïdes amb altres elements (corns, peixos, lleons, fulles de roure, dalles, etc) figuren també als escuts de diverses ciutats alemanyes, austríaques i poloneses.

### Ús modern
La trisquela d'espirals, i també la de banyes o corns, és utilitzada com a símbol per algunes religions neopaganes, especialment les de tendència cèltica.
També s'ha anat estenent com a símbol cultural i reivindicatiu pancèltic, sobretot a la Bretanya on apareix fins i tot en marques turístiques.
La trisquela inscrita dins un cercle és un dels símbols identificatius més comuns de la comunitat BDSM.
Una versió amb tres braços ("trisquela de tres 7") de la bandera nazi és l'emblema del Moviment de Resistència Afrikaner.

## Significació

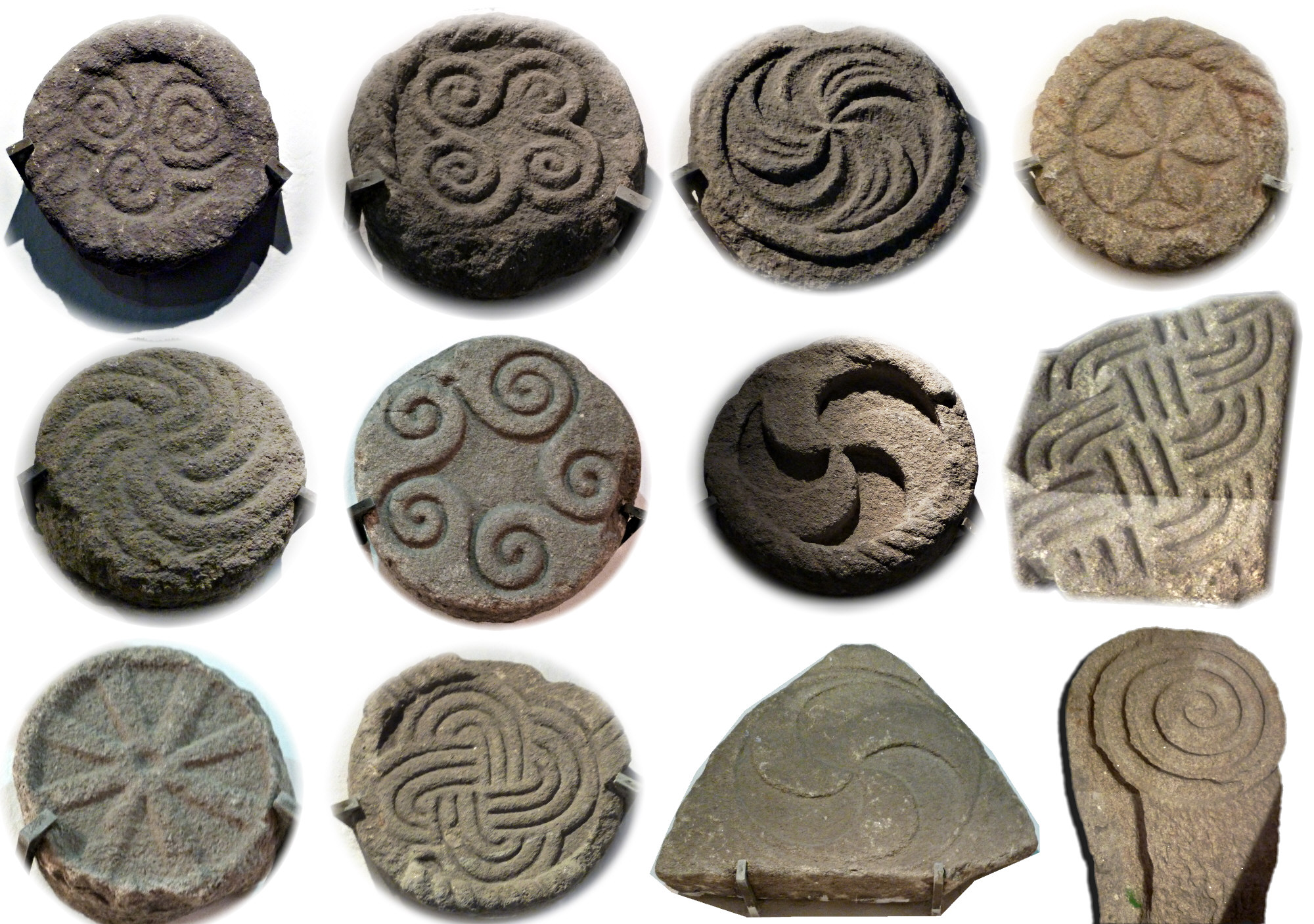
Talles de la cultura dels castros amb trisqueles i altres variants del símbol solar. Castro de Santa Trega, A Guarda, Galícia.

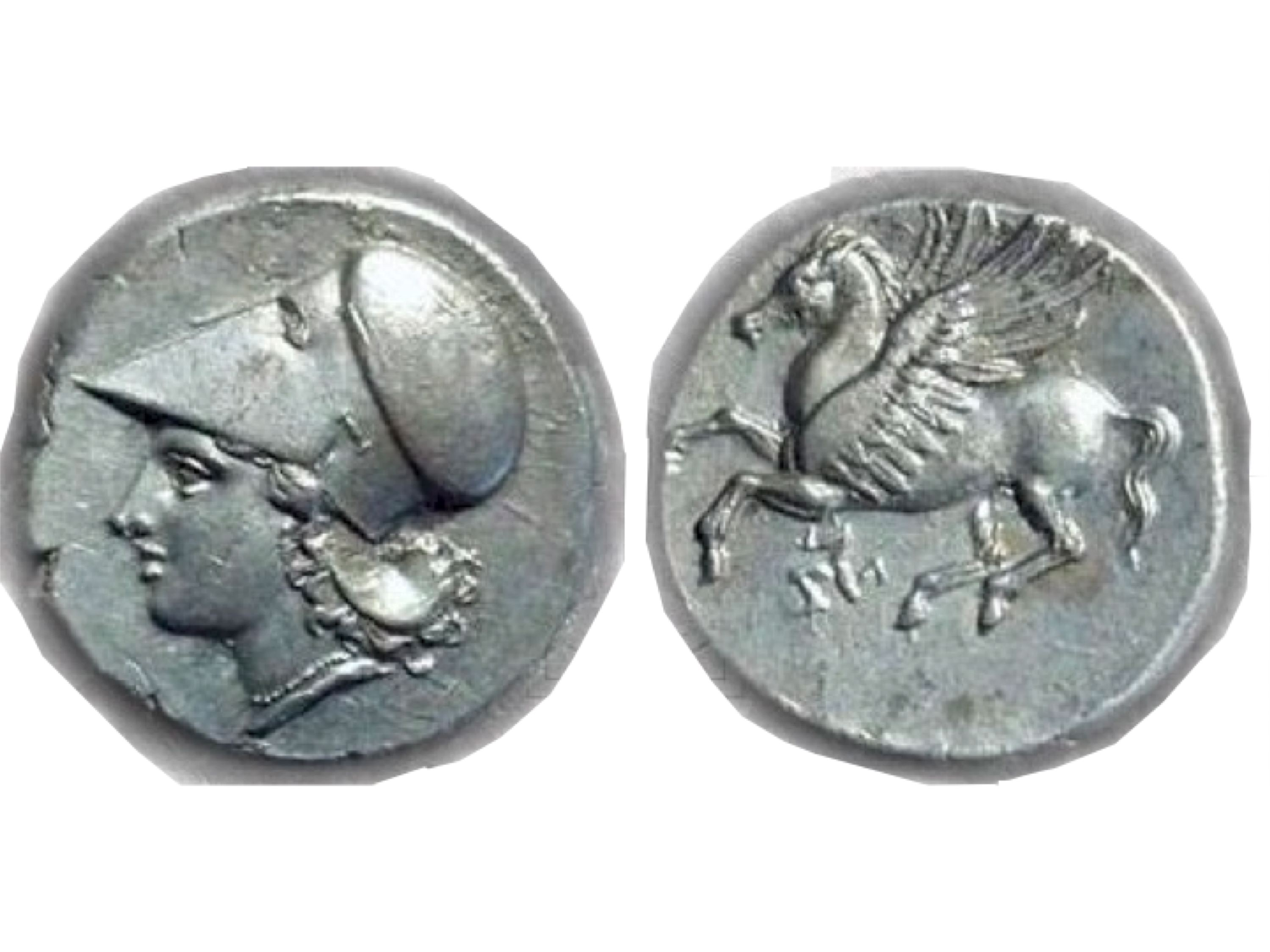
Moneda siracusana (aprox. 300 aC): Atena i Pegàs amb trisquela

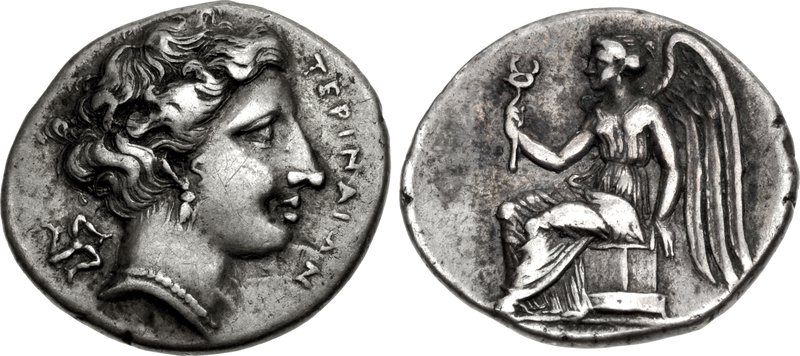
Dracma (300 aC.): Nimfa amb trisquela i la dea Niké

La trisquela és un símbol solar, està estretament emparentat amb l'esvàstica o tetrasquela, i amb el Borjgali. S'interpreten com la roda del sol, amb els raigs estilitzats, que amb la seva curvatura més o menys pronunciada o angulada, expressen el moviment rotatori o representen peus que l'impulsen, tal com mostra la trisquela amb cames.
La trisquela i l'esvàstica, a més, tenen un significat numèric: l'esvàstica és un símbol quaternari, mentre la trisquela representa el nombre tres, el nombre màgic per excel·lència.

### El sol
Com a símbol solar, la trisquela representa l'energia, la llum, i doncs la força creadora, el principi diví. També s'associa al moviment, al trànsit del sol pel firmament, tant el cicle diari com la successió de les estacions. Així, simbolitza també el cicle vital - naixement, vida, mort i renaixement.
Simbolitza la victòria de la llum sobre la foscor i se li atribueix un poder apotropaic: combat la por, la mala sort, els encanteris dolents. Així, en monedes gregues s'associa sovint a Atena, verge gerrera i deessa de la saviesa, que encarna la victòria de la intel·ligència sobre la força bruta. La Trinàcria siciliana uneix la trisquela a la Gòrgona, símbol relacionat també amb Atena. Els grecs, els celtes i els germànics i vikings l'utilitzen sovint en les armes com a talismà i protecció davant els perills del combat.
Tant l'energia solar com el cicle de creació-destrucció-renaixement la relacionen amb la guerra. Els grecs l'associen també a Niké, la victòria, i els celtes a la tríada de deesses de la guerra, Morrigan, Macha i Badb. Els vikings utilitzen una variant de la trisquela, formada amb banyes, com a símbol d'Odin, deu de la guerra.
Com a símbol solar també està relacionat amb la natura, de la qual és el motor. Són abundants les trisqueles celtes formades amb els cossos de tres animals (tres ocells, tres peixos, tres mamífers).

### El tres
El segon element simbòlic de la trisquela és el nombre tres, nombre màgic, filosòfic i sagrat en gairebé totes les cultures. El concepte de trinitat és present en la majoria de religions i era especialment important en el sistema de creences cèltic, on abunden les tríades de divinitats o conceptes simbòlics.
En la trisquela l'element triple té una disposició triangular, i el triangle representa l'equilibri, la perfecta harmonia i la saviesa. També és la forma més simple que permet un recorregut cíclic, un “moviment estàtic” que remet de nou als cicles còsmics, al cicle vital i a la fertilitat (renaixement).
En relació amb l'equilibri es pot esmentar el lema de l'escut de Man (afegit posteriorment): Quocunque Jeceris Stabis ("no importa com es llenci, queda dempeus").
En relació als seus possibles significats associats a la tríada en el sistema de creences celta s'han apuntat els següents:
1. Podria simbolitzar les tres forces primàries de la creació o els tres corrents de vida que sorgeixen de l'oceà primordial.
2. Seria la triple manifestació de l'energia divina: força, saviesa, amor; relacionades amb les tres classes socials dels antics celtes: guerrers, druides, productors.
3. També pot representar les 3 manifestacions de l'existència: Ceugant, Gwynwidd i Abred.
4. En l'interior de l'anomenat Abred (món terrenal), es pot relacionar amb l'aigua, el cel i la Terra, que amb el seu moviment es reuneixen tots amb el quart element, el foc, representat pel cercle que els envolta.
5. Pot representar el pas del temps: passat, present i futur, reunits al gran cercle denominat el gran i etern cicle o continu infinit present, en què els tres mons són contemporanis i existeixen al mateix temps, tot i que en diferents dimensions.
6. Representa també les tres fases corporals dels humans; infància, maduresa i vellesa o les triples manifestacions interiors: emoció, sentiment i pensament o esperit.
7. També significa la triple representació de la dea Brigid.
8. Representa la trinitat femenina de la guerra: Macha, Morrigan i Badb; i la masculina: Ogma, Lugh i Dagda.